# 斑袋貂
斑袋貂（Spilocuscus maculatus），又名短尾斑袋貂，是分佈在澳洲及新畿內亞的一種有袋類。当地人常将它们作为宠物，并将其称为卡斯卡斯(Cuscus)，而它的皮毛也常会被当地部落人们用于传统服饰的制作之中。同时该动物的（尾）毛在巴布亚新几内亚被当地部落广泛用于祭祀或举行仪式时使用，尤其为当地食人部落所青睐，其（尾）毛为其举行仪式时必用道具。

## 特徵
斑袋貂約有家貓的大小，重1.5-6公斤，長35-65厘米，尾巴長32-60厘米。牠們的頭很圓，耳朵細小及隱藏，毛皮很厚，尾巴可以幫助攀樹。牠們的眼睛呈黃色及橙色至紅色。四肢強壯及有五趾，除了第一趾外，所有趾都有彎曲的爪。後腳的第二及第三趾關節的皮膚融合，但爪則分開，這些細小的爪可以用來清潔自己。前腳的第一及第二趾與其他三趾相對，可以幫助牠攀樹時抓住樹枝。腳掌無毛及有紋，也可以幫助牠抓住樹枝及食物。後腳的第一趾沒有爪及相對的。
斑袋貂的毛皮很厚，會隨著年齡、性別及分佈地而有不同的顏色。雄袋貂一般都是灰色或褐色，背上有斑點，腹部白色。雌袋貂一般都是白色或灰色，沒有斑點。不過一些雄袋貂及雌袋貂是完全白色的。幼袋貂在1歲達至性成熟前會有一系列的顏色轉變。毛色有紅色、白色、淺黃色、褐色、淺灰色及黑色。牠們背部沒有斑汶。
斑袋貂的長尾巴很獨特。尾巴近身體的部份有毛，而尖端內側則有鱗片。

## 行為
斑袋貂一般很害羞，所以在北澳大利亚很少见到。它夜行，晚上猎捕食物，白天在树上自建的平台上睡觉。有时它们也会在树洞，树根下后岩石滩中休息。
它独来独往。碰到其他同类时，尤其是两个雄性，经常会起冲突。

## 交配
斑袋貂全年也會交配，有多個伴侶，且會在樹上示愛。妊娠期約13日，幼袋貂會待在母親袋裡6-7個月。雌袋貂的育幼袋內有4個乳頭，每胎最多可產3隻幼袋貂。.每隻幼袋貂出生時輕於1克。牠們的壽命可達11歲，約於1歲就達至性成熟。

## 棲息環境
斑袋貂分布于澳大利亚、巴布亚新几内亚，是巴布亚新几内亚和澳大利亚约克角地区特有的负鼠类物种，属夜行性动物。

## 保育狀況
世界自然保护联盟濒危物种。并被列為《瀕危野生動植物種國際貿易公約》附錄二的物種，被限制出口及貿易。

## 食性
主要以浆果树叶为食，偶尔也捕食昆虫。

## 外部連結
- The Spotted Cuscus - general information
- The Cuscus - more general information
- Oz Animals （页面存档备份，存于）
- Animal Planet: Spotted Cuscus （页面存档备份，存于）
- general information
- Australian Animal information （页面存档备份，存于）